# Лобода Аріадна Миколаївна
Аріа́дна Микола́ївна Лобода́ (20 січня 1919, Кам'янець-Подільський — 24 липня 2017, Київ) — українська архітекторка, діячка культури і мистецтва.

## Біографія
Аріадна Лобода народилася 20 січня 1919 року в Кам'янці-Подільському.
1941 року закінчила Харківський інженерно-будівельний інститут. У 1944—1980 роках працювала в інституті «Київпроект». Обіймала посади начальника відділів уніфікації і стандартизації проєктних рішень, внутрішньої типізації, керівника майстерні, головного архітектора проєкту.
1969 року отримала премію Ради міністрів СРСР за проєкт птахофабрики у селищі Калита Київської області.
Після виходу на пенсію була заступницею Ради ветеранів Київської міської організації Національної спілки архітекторів України. Брала участь у діяльності правозахисного і благодійного товаристві «Меморіал».
Київська міська державна адміністрація призначила Аріадні Лободі «довічну міську стипендію видатним діячам культури і мистецтва».
24 липня 2017 року міська організація Національної спілки архітекторів України повідомила про смерть Аріадни Лободи на 99-му році життя.

## Проєкти
У Києві реалізували цілу низку проєктів Аріадни Лободи:
- середня школа № 117 на Лютеранській вулиці, 10 (1954—1955),
- дитячий будинок на вулиці Герцена, 9 (1958—1959),
- адміністративний будинок на Кловському узвозі, 9 (1955—1956),
- лабораторний корпус на вулиці Осиповського (1969),
- лабораторний корпус «Гіпрохіммашбуду» на бульварі Лесі Українки (1973—1974),
- житлові будинки на вулицях Назарівській, 13 (1949—1950), Великій Васильківській, 143—147 (1952—1954), 153—155 (1953—1954), бульварі Тараса Шевченка, 42 (1967—1968),
- триповерхові житлові будинки на Чоколовці (1953—1954),
- квартали на Сирці (1958—1963),
- житловий масив на вулиці Щусєва (1967—1971),
- дачне селище письменників у Кончі-Озерній (1960—1962),
- реконструкція церкви «Сілоам» на вулиці Вітряні Гори, 6 (2005).

Аріадна Лобода разом з іншими архітекторами розробляла проєкти:
- будівлі Київського політехнікуму зв'язку на вулиці Леонтовича, 11/18, спільно з Віктором Єлізаровим (1949—1956),
- управління аеропорту «Жуляни», спільно з Віктором Єлізаровим (1946—1949),
- житлового будинку Максима Рильського (1949—1957),
- Палацу піонерів на вулиці Івана Мазепи, 13 (1962—1964) та інших[1].

Будівля Київського політехнікуму зв'язку
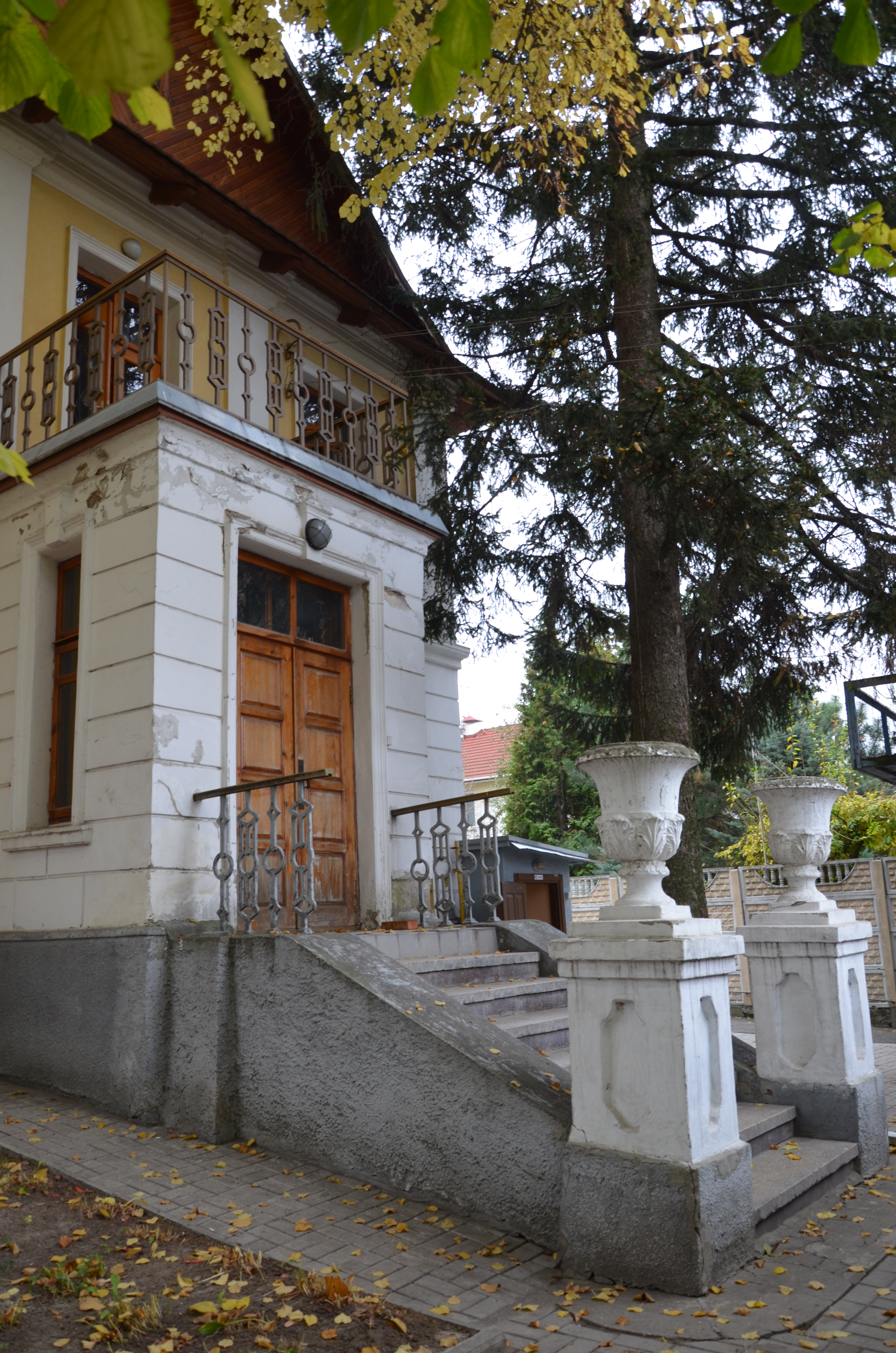
Будинок Максима Рильського
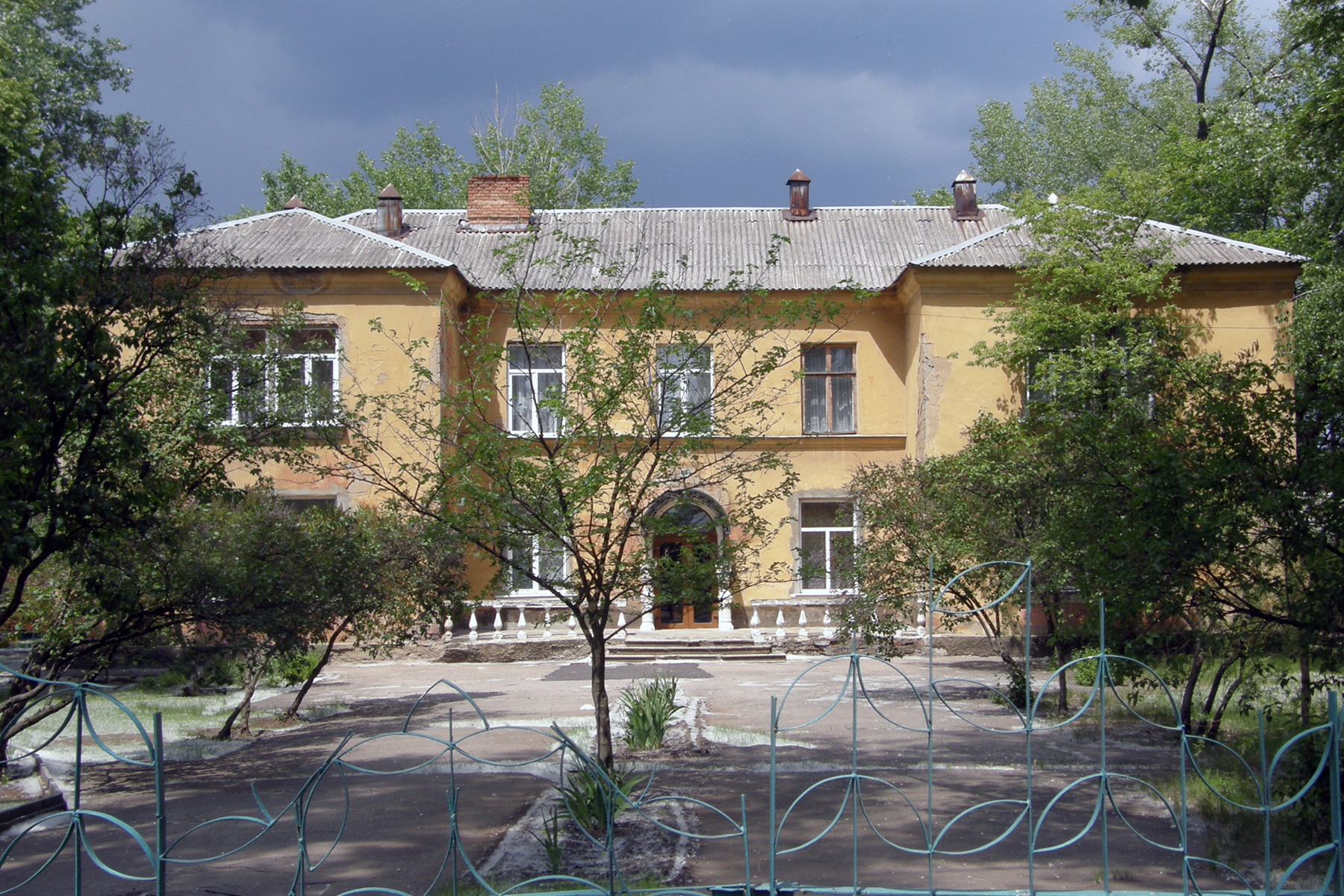
типовий проєкт № 333 дитячого садку